# Алма (Колорадо)
Алма (енгл. Alma) је варош у округу Парк, у америчкој савезној држави Колорадо.
У њој живи 296 становника према попису становника Сједињених Америчких Држава из 2020. године.
Са надморском висином од приближно 3 224 m (10.578 стопа), Алма је највише стално насељено место у Сједињеним Државама. Један од куриозитета у вези Алме је да има Пошту на највишој надморској висини у земљи.

## Демографија
По попису из 2010. године број становника је 270, што је 91 (50,8%) становника више него 2000. године.
| Група             | 2000.       | 2010.       |
| Белци             | 166 (92,7%) | 244 (90,4%) |
| Афроамериканци    | 0 (0,0%)    | 1 (0,4%)    |
| Азијати           | 1 (0,6%)    | 0 (0,0%)    |
| Хиспаноамериканци | 6 (3,4%)    | 19 (7,0%)   |
| Укупно            | 179         | 270         |